# Nemanja Obradović
Nemanja Obradović (Belgrád, 1989. május 29. –) szerb labdarúgó.

## Pályafutása
Obradovića szerb FK Rad akadémiáján nevelkedett, a felnőtt csapatban 2007 és 2013 között huszonhét bajnoki mérkőzésen szerepelt, kölcsönben futballozott macedón, bosnyák és alacsonyabb osztályú szerb csapatoknál is. 2013-ban a szerb FK Voždovac igazolta le. 2014 és 2016 között három görög csapatnál is megfordult (Kérkira, Lamía, Acharnaikos), majd az FK Čukarički szerződtette. Ezután Ukrajnában és Finnországban is játszott. 2018 és 2020 között a szerb élvonalbeli FK Spartak Subotica csapatában negyvenegy élvonalbeli mérkőzésen tizenegy gólt szerzett. 2020 januárjában igazolta le őt a Kisvárda.